# Piotr Mowlik
Piotr Mowlik (* 21. dubna 1951, Orzepowice) je bývalý polský fotbalový brankář.

## Fotbalová kariéra
V polské nejvyšší soutěži chytal za týmy Legia Warszawa a Lech Poznań. S Lechem získal mistrovský titul a s Legií i Lechem i polský fotbalový pohár. Dále hrál v USA za Pittsburg Spirit a Tacoma Stars. V Poháru vítězů pohárů nastoupil v 6 utkáních a v Poháru UEFA nastoupil také v 6 utkáních. Za reprezentaci Polska nastoupil v letech 1974-1981 ve 21 utkáních. Byl členem polské reprezentace na Mistrovství světa ve fotbale 1982, ale v utkání nenastoupil. V roce 1976 byl členem stříbrného polského týmu na olympiádě, nastoupil v 1 utkáních.

## Ligová bilance
| Ročník                | Zápasy | Góly | Klub           |
| --------------------- | ------ | ---- | -------------- |
| Ekstraklasa 1971/1972 | 14     | 0    | Legia Warszawa |
| Ekstraklasa 1972/1973 | 24     | 0    | Legia Warszawa |
| Ekstraklasa 1973/1974 | 29     | 0    | Legia Warszawa |
| Ekstraklasa 1974/1975 | 30     | 0    | Legia Warszawa |
| Ekstraklasa 1975/1976 | 30     | 0    | Legia Warszawa |
| Ekstraklasa 1976/1977 | 4      | 0    | Legia Warszawa |
| Ekstraklasa 1977/1978 | 27     | 0    | Lech Poznań    |
| Ekstraklasa 1978/1979 | 22     | 0    | Lech Poznań    |
| Ekstraklasa 1979/1980 | 30     | 0    | Lech Poznań    |
| Ekstraklasa 1980/1981 | 30     | 0    | Lech Poznań    |
| Ekstraklasa 1981/1982 | 30     | 0    | Lech Poznań    |
| Ekstraklasa 1982/1983 | 14     | 0    | Lech Poznań    |
| CELKEM Ekstraklasa    | 284    | 0    |                |